# Vicente Mosquera
Vicente Eduardo Mosquera Mena, nacido el 9 de diciembre de 1979 en Ciudad de Panamá, Panamá, es un boxeador profesional panameño, apodado el Loco por su comportamiento indisciplinado. Fue Campeón Mundial SuperPluma de la Asociación Mundial de Boxeo y perdió su corona contra el venezolano  Edwin Valero.

## Trayectoria
“El Loco” nació en la Ciudad de Panamá el 9 de diciembre de 1979. Hizo su primer combate profesional bajo el apoderamiento del Dr. Roberto Grimaldo el 14 de febrero de 1998, derrotando por puntos en 4 asaltos a Virgilio Álvarez.
Tras sufrir su primera derrota en el año 2000 a manos de Armando Córdoba, se aleja del boxeo debido a problemas judiciales y retorna en el año 2003 bajo el nuevo apoderamiento de Rogelio Espiño. En Venezuela derrota al clasificado mundial Alí Oubaali e ingresa a las listas de la AMB.
El 30 de abril de 2005 derrotó Yodsanan Sor Nanthachai (Yodsanan 3-K de la batería) por el título WBA mundo, mediante una decisión unánime. Los anotadores oficiales vieron 118-108, 116-111, 115-112. En la lucha, Nanthachai fue derribado tres veces (en el primero, tercero y undécimo asaltos). Mosquera también fue derribado en el tercer asalto.
El 5 de agosto de 2006, Mosquera perdió su cinturón ante Edwin Valero por nocaut técnico en el décimo asalto. Varios días después de la pelea con Valero, Mosquera se vio involucrado en un altercado poco claro que resultó en la muerte de una persona. Permaneció encarcelado durante tres años y medio antes de ser declarado inocente en el juicio.
Vicente "El Loco" Mosquera tiene otro rol, quiere transmitir sus enseñanzas boxísticas como entrenador, un deporte que le ha dado muchas glorias a Panamá. "El Loco", entrena al peso pesado Abdiel Matute, un pugilista que no tuvo mucha carrera amateur, Para Mosquera, los entrenadores transmiten su experiencia, conocimiento y depende del boxeador

## Récord Profesional
| 33 Ganadas (18 knockouts), 3 Derrotas(1 knockouts), 1 Empates |        |                           |      |              |            |                                                      |                                              |
| Res.                                                          | Récord | Oponente                  | Tipo | Round Tiempo | Fecha      | Lugar                                                | Notas                                        |
| P                                                             | 33-3-1 | Javier Prieto             | UD   | 12 (12)      | 2013-11-30 | Arena Panamá Al Brown, Colón, Panamá                 | Por el Título Plata Ligero CMB               |
| G                                                             | 33-2-1 | Cosme Rivera Yocupicio    | RTD  | 7 (10)       | 2013-06-28 | Civic Center, Kissimmee, Estados Unidos              |                                              |
| G                                                             | 32-2-1 | Francisco Contreras López | DQ   | 6 (10)       | 2013-01-24 | Hotel RIU, Panamá, Panamá                            |                                              |
| G                                                             | 31-2-1 | Daniel Attah              | RTD  | 5 (10)       | 2012-10-19 | Civic Center, Kissimmee, Estados Unidos              |                                              |
| G                                                             | 30-2-1 | Walter Castillo           | SD   | 10 (10)      | 2012-02-09 | Arena Roberto Durán, Juan Díaz, Panamá               | Gana el título Latino Superligero CMB        |
| G                                                             | 29-2-1 | Gutenberg Ferreira        | TKO  | 3 (8)        | 2011-12-01 | Fantastic Casino, Albrook Mall, Panamá               |                                              |
| G                                                             | 28-2-1 | Loel Barrantes            | TKO  | 5 (8)        | 2011-09-08 | Arena Roberto Durán, Juan Díaz, Panamá               |                                              |
| G                                                             | 27-2-1 | José Miranda              | UD   | 8 (8)        | 2011-06-17 | Arena Roberto Durán, Juan Díaz, Panamá               |                                              |
| G                                                             | 26-2-1 | Gilbert Quirós            | KO   | 3 (8)        | 2011-04-02 | Arena Roberto Durán, Juan Díaz, Panamá               |                                              |
| G                                                             | 25-2-1 | Segundo Herrera           | TKO  | 6 (6)        | 2011-02-10 | Centro de Convenciones Figali, Fuerte Amador, Panamá |                                              |
| P                                                             | 24-2-1 | Edwin Valero              | TKO  | 10 (12)      | 2006-08-05 | Centro de Convenciones Figali, Fuerte Amador, Panamá | Pierde el Título Mundial Super Pluma AMB     |
| G                                                             | 24-1-1 | José Pablo Estrella       | SD   | 12 (12)      | 2006-05-12 | Orfeo Superdomo, Córdoba, Argentina                  | Retiene el Título Mundial Super Pluma AMB    |
| G                                                             | 23-1-1 | Carlos Sáenz              | TKO  | 6 (10)       | 2006-02-04 | Centro de Convenciones Figali, Fuerte Amador, Panamá |                                              |
| G                                                             | 22-1-1 | Walter Estrada            | TKO  | 8 (10)       | 2005-12-10 | Centro de Convenciones Figali, Fuerte Amador, Panamá |                                              |
| G                                                             | 21-1-1 | Theera Phongwan           | UD   | 12 (12)      | 2005-04-30 | Madison Square Garden, New York, Estados Unidos      | Gana el Título Mundial Super Pluma AMB       |
| G                                                             | 20-1-1 | Esteban de Jesús Morales  | DQ   | 9 (12)       | 2004-12-03 | Centro de Convenciones Figali, Fuerte Amador, Panamá | Retiene el Título Fedecentro Super Pluma AMB |
| G                                                             | 19-1-1 | Edixon García             | TKO  | 8 (12)       | 2004-10-01 | Centro de Convenciones Figali, Fuerte Amador, Panamá | Retiene el Título Fedecentro Super Pluma AMB |
| G                                                             | 18-1-1 | Víctor Julio Salgado      | TKO  | 3 (8)        | 2004-08-28 | Jardín Nuevas Glorias Soberanas, Juan Díaz, Panamá   |                                              |
| G                                                             | 17-1-1 | Edgar Ilarraza            | UD   | 12 (12)      | 2004-05-25 | Centro de Convenciones Atlapa, Panamá, Panamá        | Retiene el Título Fedecentro Super Pluma AMB |
| G                                                             | 16-1-1 | Ali Oubaali               | UD   | 10 (10)      | 2004-01-31 | Poliedro de Caracas, Venezuela                       |                                              |
| G                                                             | 15-1-1 | Octavio Narváez           | TKO  | 7 (12)       | 2003-11-26 | Centro de Convenciones Atlapa, Panamá, Panamá        | Retiene el Título Fedecentro Super Pluma AMB |
| G                                                             | 14-1-1 | Roinet Caballero          | TKO  | 6 (12)       | 2003-10-03 | Arena Roberto Durán, Juan Díaz, Panamá               | Retiene el Título Fedecentro Super Pluma AMB |
| G                                                             | 13-1-1 | Víctor Baquedano          | TKO  | 5 (12)       | 2003-06-28 | Arena Roberto Durán, Juan Díaz, Panamá               | Gana el Título Fedecentro Super Pluma AMB    |
| G                                                             | 12-1-1 | Jefferson Rodríguez       | UD   | 8 (8)        | 2003-02-15 | Arena Roberto Durán, Juan Díaz, Panamá               |                                              |
| P                                                             | 11-1-1 | Armando Córdoba           | SD   | 12 (12)      | 2000-04-28 | Hotel El Panamá, Panamá, Panamá                      | Por el Título Supergallo CBPP                |
| G                                                             | 11-0-1 | Marcos Sánchez            | KO   | 1 (10)       | 2000-03-25 | Hotel El Panamá, Panamá, Panamá                      |                                              |
| E                                                             | 10-0-1 | Armando Córdoba           | MD   | 12 (12)      | 2000-01-28 | Hotel El Panamá, Panamá, Panamá                      | Por el Título Supergallo CBPP                |
| G                                                             | 10-0   | Danilo Arciría            | TKO  | 4 (10)       | 1999-11-26 | Salón Magnum Eventos, Panamá, Panamá                 |                                              |
| G                                                             | 9-0    | Víctor Pérez              | UD   | 6 (6)        | 1999-10-01 | Arena Panamá Al Brown, Colón, Panamá                 |                                              |
| G                                                             | 8-0    | Jorge Fernández           | KO   | 3 (6)        | 1999-07-31 | Arena Panamá Al Brown, Colón, Panamá                 |                                              |
| G                                                             | 7-0    | Virgilio Álvarez          | TKO  | 3 (4)        | 1998-12-05 | Gimnasio de Curundú, Panamá                          |                                              |
| G                                                             | 6-0    | Winston Sierra            | UD   | 6 (6)        | 1998-09-18 | Gimnasio Nuevo Panamá, Juan Díaz, Panamá             |                                              |
| G                                                             | 5-0    | Arquímedes González       | UD   | 4 (4)        | 1998-07-31 | Gimnasio La Higuera, Chepo, Panamá                   |                                              |
| G                                                             | 4-0    | Carlos Eliecer Jaramillo  | UD   | 4 (4)        | 1998-07-18 | Gimnasio Yuyin Luzcando, Betania, Panamá             |                                              |
| G                                                             | 3-0    | Johnny Villareal          | TKO  | 2 (4)        | 1998-04-18 | Gimnasio Kiwanis, Panamá, Panamá                     |                                              |
| G                                                             | 2-0    | Garibaldo Morris          | UD   | 4 (4)        | 1998-03-28 | Gimnasio Kiwanis, Panamá, Panamá                     |                                              |
| G                                                             | 1-0    | Virgilio Álvarez          | UD   | 4 (4)        | 1998-02-14 | Gimnasio Kiwanis, Panamá, Panamá                     |                                              |